# 服部隆之
服部隆之（日语：／，1965年11月21日—）是日本东京都出生的作曲家及编曲家。曾在法国巴黎留学，1988年回到日本，以音乐家身份出道。
名字中的“隆”字是“生”上有横的日本旧字体。

## 生平
1996年凭借《藏》，1998年凭借《广播时间》和《诱拐》获得日本電影學院獎优秀音乐奖。
2010年，他擔任2010年上海世博会“日本馆”的音乐监督，2011年4月开始担任NHK教育电视台“Hook Book Row”的音乐监督。
2023年，他負責NHK電視劇《Boogie Woogie》的配樂，該劇的主角是以與其祖父服部良一有密切關係的歌手笠木靜子為原型。

### 家族
祖父是服部良一，父亲是服部克久，女兒是小提琴家服部百音。

## 曲風
他擅长使用金管乐器、小提琴等擦弦乐器作曲，也主要使用管弦乐器编曲。

## 作品

### 電視劇
NHK
- 連續電視小說
  - 1999年：鈴蘭
  - 2023年：Boogie Woogie
- 2002年：精霊流し〜あなたを忘れない〜
- NHK大河劇
  - 2004年：新選組！
  - 2016年：真田丸
- 2008年：鞍馬天狗
- 2011年：フェイク 京都美術事件絵巻
- 2014年：芙蓉の人〜富士山頂の妻

日本電視台
- 1994年：夜に抱かれて
- 2011年：高中生餐廳
- 2015年：死亡筆記

朝日電視台
- 1990年：代表取締役刑事
- 2014年：宮本武蔵

TBS電視台
- 1996年：義務と演技
- 1997年：新幹線'97恋物語
- 1998年：めぐり逢い
- 2001年：しあわせのシッポ
- 日曜劇場
  - 2007年：華麗なる一族
  - 2013年：半沢直樹（2013年版）
    - 2020年：半沢直樹II・エピソードゼロ〜狙われた半沢直樹のパスワード〜
    - 2020年：半沢直樹（2020年版）

  - 2014年：ルーズヴェルト・ゲーム
  - 2015年：下町ロケット
    - 2018年：下町ロケット（2018年版）

  - 2017年：陸王 (小説)#テレビドラマ|陸王
  - 2019年：ノーサイド・ゲーム
  - 2024年：THE TIMEテーマ

東京電視台
- 2007年：李香蘭
- 2018年：琥珀の夢

富士電視台
- 1994年：お金がない!
- 1995年：最高の片思い
- 1995年：王様のレストラン
- 1995年：正義は勝つ
- 1996年：将太の寿司
- 1996年：こんな私に誰がした
- 1997年：総理と呼ばないで
- 1997年：それが答えだ!
- 1998年：お仕事です!
- 1998年：世界で一番パパが好き
- 1999年：パーフェクトラブ!
- 1999年：TEAM
- 2000年：合い言葉は勇気
- 2001年：HERO 
  - 2014年：HERO（第2期）
- 2001年：スタアの恋
- 2001年：忠臣蔵1/47
- 2002年：天才柳沢教授の生活
- 2006年：のだめカンタービレ
- 2007年：暴れん坊ママ
- 2008年：太陽と海の教室
- 2009年：婚カツ!
- 2010年：わが家の歴史
- 2019年：ラジエーションハウス～放射線科の診断レポート～
- 2021年：イチケイのカラス

關西電視台
- 1999年：傷だらけの女
- 2005年：みんな昔は子供だった

### 管樂作品
- 2005年：藍天（防衛省委託作品，紀念航空自衛隊成立50週年）
- 錫耶納管樂團20週年紀念作品
- 2011年：白金大禮
- 2011年：綠色潑水遊行

### 動畫配樂
- 魔劍美神劇場版・OVA系列
- 1996年：機動戰艦[4]
  - 1998年：激鋼牙3
  - 1998年：機動戰艦 The prince of darkness
- 1997年：超時空金牌小女將OVA 友情篇
- 2001年：妹妹公主
- 2002年：陸上防衛隊
- 2003年：SPACE PIRATE CAPTAIN HERLOCK OUTSIDE LEGEND 〜The Endless Odyssey〜
- 2007年：玉桂狗 the Movie
- 2007年：大切な仲間たち 〜ねずみ物語〜
- 2009年：ティアーズ・トゥ・ティアラ 花冠の大地
- 2009年：大正野球娘。[5]
- 2012年：CØDE:BREAKER
- 高達系列
  - 2015年：機動戰士高達 THE ORIGIN
  - 2022年：機動戰士高達 庫克羅斯·德安之島
- 2017年：ID-0
- 哥斯拉
  - 2017年：哥斯拉 怪獸惑星
  - 2018年：哥斯拉 決戰機動增殖都市
  - 2018年：哥斯拉 噬星者
- 多啦A夢電影作品
  - 2018年：電影多啦A夢：大雄之金銀島
  - 2019年：電影多啦A夢：大雄之月球探測記
  - 2020年：電影多啦A夢：大雄之新恐龍
  - 2022年：電影多啦A夢：大雄之宇宙小戰爭 2021
  - 2023年：電影多啦A夢：大雄與天空的理想鄉
  - 2024年：電影多啦A夢：大雄之地球交響樂
  - 2025年：電影多啦A夢：大雄的繪畫世界物語

### 音樂劇
- 1996年：狸御殿
- 2000年：オケピ!
- 2003年：オケピ!
- 2016年：狸御殿